# Etelä-Saimaa
Der Etelä-Saimaa (finnisch „Süd-Saimaa“, schwedisch Södra Saimen „Südlicher Saimaa“), historisch auch Süd-Saimen, ist ein See in den Landschaften Südkarelien und Südsavo im Südosten Finnlands, der den untersten und südlichsten Teil des gleichnamigen Seensystems Saimaa bildet.
Er hat eine Fläche von 1377,03 km² und ist damit auch der größte See in Finnland. Er liegt auf einer Höhe von 75,7 m.
Der nördlich gelegene See Pihlajavesi ist mit dem Saimaa verbunden.
Entlang seinem Südostufer verlaufen die erste Salpausselkä-Endmoräne sowie die Staatsstraße 6.
Der zweite Höhenrücken des Salpausselkä verläuft wenige Kilometer nördlicher und wird vom Saimaa-See durchschnitten.
Der Saimaa wird vom Vuoksi zum Ladogasee in Russland hin entwässert.
Der Saimaa-Kanal verbindet den Saimaa direkt mit dem Finnischen Meerbusen.
Die Städte Lappeenranta, Joutseno und Imatra liegen am Südostufer des Sees.